# Gabarnmung

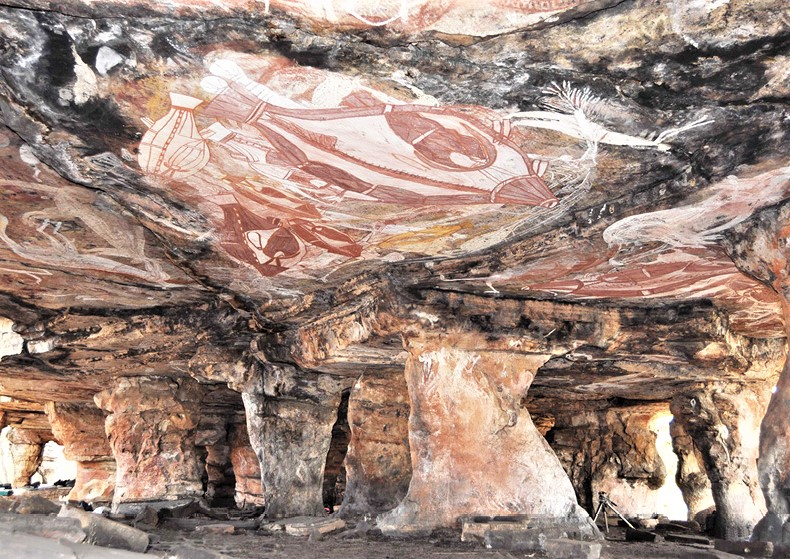
Gabarnmang-Höhle

Gabarnmung (oder Nawarla Gabarnmung, Jawoyn für „(Ort des) Lochs im Felsen“) ist eine archäologische Fundstätte und eine Stätte für Felsenkunst im südwestlichen Arnhem Land im Top End des australischen Northern Territory. Die Besiedlung der Stätte wurde auf mindestens 44.000 Jahre datiert, was sie zu einer der ältesten mit der Radiokarbonmethode datierten Stätten Australiens macht (bekannte ältere Stätten wie das nahe gelegene Madjedbebe werden stratigrafisch datiert). Die älteste Felskunst wurde vor mehr als 28.000 Jahren geschaffen und ist damit die älteste sicher datierte prähistorische Kunst Australiens. Die Höhle wurde noch seit Menschengedenken von Mitgliedern der Jawoyn besucht, möglicherweise bis in die 1950er-Jahre, aber ihre Existenz war bis zu ihrer Wiederentdeckung im Jahr 2006 in Vergessenheit geraten.

## Beschreibung
Gabarnmung liegt an einem abgelegenen Ort auf dem traditionellen Land des Jawoyn-Volkes, östlich des Kakadu National Parks und etwa 35 km (ca. 22 mi) westlich von Maningrida im Northern Territory. Der Felsunterstand wurde errichtet, indem ein Tunnel in eine natürlich erodierte Felswand gegraben wurde, wodurch eine 19 m × 19 m (62 ft × 62 ft) subhorizontale Decke mit einer Höhe von 1,75 bis zu 2,45 m (5,7 bis zu 8,0 ft) über dem Fußboden entstand. Das Dach wird von 36 Säulen getragen, die durch die natürliche Erosion von Spalten im Felsgestein entstanden sind. Untersuchungen haben gezeigt, dass einige der vorhandenen Säulen entfernt, andere umgestaltet und wieder andere an neue Positionen versetzt wurden. In einigen Bereichen wurden Deckenplatten von den Menschen, die die Höhle nutzten, entfernt und neu gestrichen. Werkzeugspuren an der Decke und den Säulen zeigen deutlich, dass die Veränderungen einem doppelten Zweck dienten: Sie boten Wohnraum und erleichterten den Abtransport von Gestein, das einen Talus (Schutthang) hinuntergeworfen wurde. Der Boden ist mit Erde bedeckt, einer Mischung aus Feuerasche, feinem Sand, Schluff und stellenweise zerbrochenem Gestein, und zwar bis zu einer Tiefe von etwa 70 cm (28 Zoll), die in sieben deutlich unterscheidbaren horizontalen stratigrafischen Schichten vorliegt.
Der nach Norden und Süden vollständig offene Unterschlupf ist durch seine Bauweise vollständig vor Regen geschützt. Der Felsunterschlupf weist prähistorische Malereien von Fischen, darunter Barramundi, Wallabys, Krokodilen, Menschen und spirituellen Figuren auf. Die meisten Malereien befinden sich an der Decke des Unterschlupfs, viele sind jedoch auch an den Wänden und Säulen des Geländes zu finden.

## Ausgrabung und Datierung
Der Gabarnmung-Felsunterstand wurde am 15. Juni 2006 von Ray Whear und Chris Morgan von der Jawoyn Association bei einem Hubschrauberflug wiederentdeckt.
Die Jawoyn Association fand zwei Jawoyn-Älteste, Wamud Namok und Jimmy Kalarriya, die den Namen des Ortes als Nawarla Gabarnmang (Jawoyn nawarla „Ort von“, gabarnmang „Loch im Felsen“) angaben und die Unterkunft als Kinder besucht haben wollten. Sie identifizierten auch den Jawoyn-Clan Buyhmi als die traditionellen Eigentümer des Ortes.
Die ersten Ausgrabungen an dieser Stätte fanden im Mai 2010 statt. Unter der Leitung von Bruno David von der Monash University bestand das Team aus Jean-Michel Geneste vom Centre National de Prehistoire des französischen Kulturministeriums, Hugues Plisson vom Centre National de la Recherche Scientifique der Universität Bordeaux, Christopher Clarkson von der University of Queensland, Jean-Jacques Delannoy vom Centre National de la Recherche Scientifique der Universität Savoie und Fiona Petchey von der University of Waikato.
Das Alter eines von einem internationalen Archäologenteam gefundenen Fragments einer Steinaxt mit geschliffener Schneide wurde auf 35.500 Jahre datiert. Damit ist es das älteste bekannte Exemplar seiner Art auf der Welt.
An einer Platte bemalten Felsens, die auf den Boden fiel, haftete Asche, die mithilfe der Radiokarbonmethode auf 27631 ±717 Jahre v. Chr. datiert wurde. Das bedeutet, dass die Decke vor mehr als 28.000 Jahren bemalt worden sein muss. Die Radiokarbondatierung von aus der untersten stratigrafischen Schicht ausgegrabener Holzkohle ergab ein Durchschnittsalter von 35.400 ±410 Jahren v. Chr., während die sechs oberen Schichten im Laufe der letzten 20.000 Jahre abgelagert wurden. Bei diesem Kunstwerk handelt es sich um die älteste sicher datierte Felsmalerei in Australien. Die Radiokarbondatierung von aus der Basis der untersten stratigrafischen Bodenschicht ausgegrabener Holzkohle ergab jedoch ein Durchschnittsalter von 45.180 ±910 Jahren v. Chr. und legt damit das älteste Datum für die erste menschliche Besiedlung nahe. An nahe gelegenen Orten (Malakunanja II und Nauwalabila 1) wurden in Schichten, die auf ein Alter zwischen 45.000 und 60.000 Jahren datiert werden, facettierte und gebrauchsgestreifte Hämatitstifte gefunden, was darauf schließen lässt, dass der Gabarnmung-Unterstand von Anfang an verziert gewesen sein könnte.
Die Stätte enthält außerdem Tafeln mit neueren Malereien, die mit der Radiokarbonmethode auf die Zeit zwischen 1433 und 1631 n. Chr. und 1658–1952 n. Chr. (kalibriert auf 95% KI) datiert wurden, was mit den Berichten übereinstimmt, denen zufolge die Höhle noch seit Menschengedenken besucht wurde.